# Gregor Munzenrieder
Gregor Munzenrieder (* 6. Jänner 1947 in Apetlon) ist ein ehemaliger österreichischer ÖBB-Bediensteter und Politiker (FPÖ). Er vertrat von 1987 bis 1991 die FPÖ als Abgeordneter im Burgenländischen Landtag.

## Leben
Gregor Munzenrieder wurde als Sohn des Landwirts Gregor Munzenrieder aus Apetlon geboren und absolvierte die Volksschule in Apetlon. Nach der Volksschule war Munzenrieder in der elterlichen Landwirtschaft beschäftigt und leistete 1966 den Präsenzdienst ab. Danach betrieb er eine kleine Landwirtschaft und war von 1970 bis 1978 Kraftfahrer in einem Privatunternehmen. Ab 1978 war Munzenrieder als Busfahrer bei den Österreichischen Bundesbahnen beschäftigt.
Munzenrieder ist verheiratet.

## Politik
Munzenrieder war Mitglied der FPÖ, trat jedoch aus dieser am 29. August 1990 aus. Er war am 30. Oktober 1987 als Vertreter der FPÖ im Burgenländischen Landtag angelobt worden und blieb bis zum 18. Juli 1991 als freier Abgeordneter im Landtag.
Überregionale Bekanntheit erlangte Munzenrieder, als ihm im Oktober 1987 unterstellt wurde, dass er durch sein Abstimmungsverhalten im Burgenländischen Landtag einen zwischen ÖVP und FPÖ beschlossenen Pakt platzen ließ und damit die Wahl des burgenländischen ÖVP-Spitzenkandidaten Franz Sauerzopf zum  Landeshauptmann verhinderte. Munzenrieder selbst stellte dies jedoch in Abrede. Die FPÖ schloss Gregor Munzenrieder daraufhin aus der Partei aus. Er behielt aber als Parteiloser sein Mandat bis zum Ende der Legislaturperiode.